# BNS Jamuna (P212)
Le BNS Jamuna (bengali : বানৌজা যমুনা)  est un patrouilleur côtier de la marine du Bangladesh opérant depuis 1985.

## Historique
L'arme principale du navire est un canon Bofors de 57 mm  qui peut tirer 200 obus pesant 2,4 kg par minute à une distance de 18 km. Le navire dispose de deux mitrailleuses de 6,72 mm comme armes auxiliaires. Également disponible en tant qu'arme anti-aérienne, un canon Bofors de 40 mm  est capable de tirer 300 obus de 0,98 kg à une distance de 12 km par minute